# روزاریو کوستانتینو (بازیکن فوتبال، زاده ۱۹۸۸)
روزاریو کوستانتینو (انگلیسی: Rosario Costantino؛ زادهٔ ۶ فوریهٔ ۱۹۸۸) بازیکن فوتبال اهل ایتالیا است.
از باشگاه‌هایی که در آن بازی کرده‌است می‌توان به باشگاه فوتبال پالرمو اشاره کرد.